# Antoñita Peñuela
Antonia Peñuela Castañeda (Lorca, Murcia, 19 de abril de 1947 - Torrente, Valencia, 5 de junio de 1975), conocida artísticamente como Antoñita Peñuela, fue una cantante española de copla y flamenco, popular a finales de los años sesenta y durante los años setenta.

## Biografía

### Inicios
Antoñita Peñuela nace en Lorca en 1947 en el famoso barrio de San Cristóbal, más conocido como "El barrio" y en 1950 se traslada a vivir a Torreperogil, Jaén, población de la que es originaria su familia y donde vivirá su niñez y adolescencia en el barrio de Corea hasta 1965, año en el que vuelve a emigrar, en esta ocasión a Torrente (Valencia).
Su padre, Antonio Peñuela, era carnicero de profesión con su propio puesto en el Mercado de Abastos de Torreperogil, y se le conocía popularmente como “El Mataor”; a su madre, Emilia Castañeda, la llamaban “La Castañeda”. Tuvo dos hermanas, Francisca y María, y un hermano, Agustín. A Antoñita se la conocía como “La Mataora” por el apodo de su padre, y desde muy joven se aficionó al cante a pesar de no contar con antecedentes en su familia, colándose en actuaciones de Juanito Maravillas o la Niña de Antequera en tablaos para cantar.

### Carrera y muerte
En 1966 se presentó al programa de Radio Popular Tertulia de Artistas y obtuvo el primer premio. A raíz de ello Paco Vila, director de la cadena, se convirtió en su mánager y Peñuela inició su trayectoria profesional. El año siguiente editó con Sesion su primer EP, "La Espabilá", y tras ello editó distintos sencillos (a partir de 1969 con Belter y el mánager Emilio Lamany) y siete álbumes de estudio.Su discografía se centró en coplas, rumbas, fandangos, pasodobles y tanguillos, entre los que destacaron "La agradecida", "A la vera, vera", "Vaya un lío", "Como está mandao", "Sólo quiero cantar", "Bebí de tus labios", "Perla preciosa", "Cautiva", "Con las manos vacías", "Vestido blanco y negro" y "Fandangos de la Peñuela".
Su canción más popular fue "La Espabilá", en la que desafiaba las convenciones sociales sobre cómo debía comportarse una mujer, lo que ha llevado a que sea leída desde una óptica feminista.En otras canciones trató temas como la virginidad, la infidelidad, el amor entre una persona paya y otra gitana y ser madre soltera. Durante su carrera Peñuela actuó con Antonio Machín, Angelillo, Marifé de Triana, El Príncipe Gitano, El Titi, La Chunga o Paco Reyes.
Cada año volvía por Semana Santa a cantar una saeta al sagrado titular de su cofradía, la Hermandad de Jesús Nazareno y Simón Cirineo, desde el balcón del Ayuntamiento de Torrente, pues en el año 1966 había solicitado permiso al alcalde para ello y, desde entonces, se había convertido en una tradición que cada año repetía. También grabó villancicos como "Unos pocos de pañales" y "Villancico de Jaén", y saetas como "El Cristo de los Gitanos" y "Ciegos se han quedado mis ojos".
El 5 de junio de 1975, poco después de dar a luz a su segunda hija, Peñuela falleció a los 28 años de edad a consecuencia de un accidente de tráfico cuando regresaba de Madrid acompañada de su marido. Fue enterrada en el cementerio de Torrente, localidad en la que residía,y tras su muerte se organizó un concierto homenaje en su localidad natal con la participación de Manolo Caracol.

## Vida personal
Se casó estando embarazada en 1973 en la Parroquia de Nuestra Señora de Monte-Sión (Torrente) con el novillero valenciano Manuel Ladrón de Guevara Dávila, con el cual tuvo dos hijos, Víctor Manuel (Lorca) y Eva María (Valencia, 8 de mayo de 1975).

## Discografía

### Álbumes de estudio
- La Espabilá (1970).
- Camionero (1977).
- La Espabilá (1977).
- La Espabilá. Fandangos de la Peñuela (1977).
- Por Rumbas (1978).
- Pasodobles (1978).
- La Espabilá (1978).